# إيزاك سيوانكامبو
إيزاك سالي سيوانكامبو (27 فبراير 1996) هو لاعب كرة قدم سويدي، يلعب كمدافع في نادي نورشوبينغ.

## روابط خارجية
- إيزاك سيوانكامبو على موقع اتحاد السويد (السويدية)
- إيزاك سيوانكامبو على موقع قاعدة بيانات كرة القدم.إي يو (الإنجليزية)
- إيزاك سيوانكامبو على موقع Soccerbase.com (لاعب) (الإنجليزية)
- إيزاك سيوانكامبو على موقع Soccerway.com (الإنجليزية)
- إيزاك سيوانكامبو على موقع عالم كرة القدم.نت (الإنجليزية)